# Chrome Remote Desktop
Chrome Remote Desktop  è un software di controllo remoto sviluppato da Google e che consente agli utenti di accedere ai propri computer da remoto o di condividere il proprio schermo con altri tramite il protocollo proprietario chiamato Chromoting.
Questo protocollo trasmette gli eventi della tastiera e del mouse dal client al server, ritrasmettendo gli aggiornamenti grafici dello schermo nell'altra direzione tramite rete. Questa funzionalità, quindi, è composta da una componente server per il computer host e da una componente client sul computer che accede da remoto. Chrome Remote Desktop utilizza un protocollo, diverso dal comune Remote Desktop Protocol sviluppato da Microsoft  e in grado di offrire un'esperienza utente integrata con l'ecosistema Google.

## Software
In origine, il client Chrome Remote Desktop è nato come estensione del browser Google Chrome e installabile tramite Chrome Web Store. Questa soluzione però presentava alcune limitazioni legate alla necessità di installare l'estensione su ogni dispositivo.
Con la crescita e lo sviluppo delle tecnologie web, Chrome Remote Desktop, è stato migrato verso una web App basata su WebRTC e disponibile all'indirizzo remotedesktop.google.com. L'unico requisito richiesto attualmente è che il browser supporti WebRTC e "altre funzionalità delle piattaforme web moderne" non meglio specificate. Il software client è disponibile anche su Android e iOS.
Per accedere a un computer remoto e offrire supporto remoto o amministrare il sistema,  è necessario che sullo stesso sia scaricato e attivo il pacchetto server ed è necessario utilizzare un browser basato su Chromium come Google Chrome o Microsoft Edge. Chromium è il progetto open source che costituisce la base di questi browser. Chrome Remote Desktop è disponibile su ChromeOS, Linux, Microsoft Windows, macOS, Android e iOS.
Chrome Remote Desktop consente una connessione permanente e pre-autorizzata a un computer remoto (eliminando la necessità di inserire continuamente credenziali), progettata per consentire a un utente di connettersi a un altro dei propri computer in remoto. 
Al contrario, l'assistenza remota è pensata per sessioni di supporto di breve durata. Ciò significa che una volta risolto il problema, la connessione viene chiusa. L'accesso all'assistenza remota richiede l'autenticazione tramite un codice PIN. Questo PIN è generato dall'operatore sull'host remoto che chiede assistenza. Questo metodo garantisce che solo chi ha il PIN possa accedere al computer remoto aumentando la sicurezza e assicurando che l'operatore sia sempre consapevole di chi sta accedendo al sistema.
Per migliorare ulteriormente la sicurezza, il controllo dell'utente connesso può essere periodicamente bloccato. L'operatore sull'host remoto deve cliccare su un pulsante "Continua a condividere" per permettere la prosecuzione della sessione. Questo evita accessi non autorizzati o uso improprio del sistema.
In ambiente Windows, quando è attiva la sessione di assistenza remota, è possibile copiare e incollare testo e file tra i due dispositivi. È supportato anche il feed audio in tempo reale che consente a entrambi gli utenti di sentire i suoni del sistema remoto.